# Elliott Smith
Steven Paul "Elliott" Smith, född 6 augusti 1969 i Omaha i Nebraska, död 21 oktober 2003 i Los Angeles i Kalifornien, var en amerikansk singer-songwriter och musiker. Smith växte upp i Texas och levde en stor del av sitt liv i Portland, Oregon där han först fick uppmärksamhet. Hans huvudsakliga instrument var gitarr, men han kunde också spela piano, klarinett, elbas, trummor och munspel. Smith hade en säregen sångröst, karaktäriserad av hans "viskiga, spindelvävs-tunna framförande" och hans användande av flerspårig inspelning för att skapa röstlager, texturer och harmonier.
Efter att ha spelat i rockbandet Heatmiser i flera år började Smith sin solokarriär 1994 med utgivningar på independentbolagen Cavity Search och Kill Rock Stars. 1997 signades han till DreamWorks Records där han släppte två studioalbum. Smith fick mainstreamuppmärksamhet när hans låt "Miss Misery", som var med i soundtracket till filmen Will Hunting (1997), blev nominerad till en Oscar i kategorin bästa sång 1998.
Smith led av depression, alkoholism och drogberoende, vilket präglar hans låttexter. Han avled 34 år gammal i Los Angeles av två knivhugg i bröstet. Obduktion kunde inte visa om det var självmord eller inte. Smith arbetade på sitt sjätte studioalbum, From a Basement on the Hill, vid tiden för sin död. Detta album släpptes efter hans död.

## Tidigt liv
Steven Paul Smith föddes på Clarkson Hospital i Omaha i Nebraska. Hans mor Bunny Welch (född Bunny Kay Berryman) var musiklärare på en grundskola, och hans far Gary Smith var när sonen föddes medicinstudent på University of Nebraska. Hans föräldrar skilde sig omkring ett år senare, och Smith och hans mor flyttade till Duncanville i Texas. Mycket senare i livet tatuerade Smith in en karta över Texas på sin överarm. Han sade: "Jag skaffade den inte för att jag gillar Texas, snarare tvärtom. Men jag kommer aldrig att glömma det, fast jag skulle vilja, för jag trivs inte där."
Smith hade en svår barndom och ett trassligt förhållande till sin styvfar Charlie Welch. Senare i livet skulle Smith komma att tro att han hade blivit sexuellt utnyttjad av Welch som barn. Han beskrev det inflytande som den här tiden i hans liv haft på honom i texten till "Some Song": "Charlie beat you up week after week, and when you grow up you're going to be a freak." Namnet "Charlie" dök också upp i texten till "Flowers for Charlie" och "No Confidence Man". Familjen var medlemmar i Community of Christ under större delen av Smiths barndom, men började sedan delta i gudstjänster i en metodistkyrka i trakten. Smith menade att det inte gav honom mycket att gå i kyrkan, förutom att han blev "väldigt rädd för helvetet". I en intervju 2001 sade han: "Jag köper inte någon officiellt strukturerad version av andlighet. Men jag har min egen version av det."
Vid nio års ålder började Smith spela piano, och vid tio började han lära sig gitarr på en liten akustisk gitarr som hans far hade köpt åt honom. Vid den här åldern komponerade han även ett pianostycke, "Fantasy", för vilket han prisades på en "arts festival". Många släktingar på hans mors sida var amatörmusiker; hans mormor var Dixieland-trummis och hans mormor sjöng i en "glee club".
Vid 14 års ålder flyttade Smith från Texas till Portland, Oregon för att bo med sin far, som då arbetade som psykiatriker. Smith började vid den här tiden använda droger, bland annat alkohol, med vänner. Han började även experimentera med inspelning för första gången då han lånade en fyrakanalers bandspelare. När Smith gick i high school spelade han klarinett i skolorkestern. Han spelade även gitarr, piano och sjöng i banden Stranger Than Fiction och A Murder of Crows, antingen under namnet Steven Smith eller "Johnny Panic". Han tog examen från Lincoln High School och belönades med ett stipendium från den ideella organisationen National Merit Scholarship Program.
Efter examen började Smith kalla sig "Elliott" och menade att "Steve" lät som "en idrottares namn" och att "Steven" lät för "bokligt". Enligt hans vänner använde han även pseudonymen "Elliott Stillwater-Rotter" när han spelade i bandet Murder of Crows. Levnadstecknaren S.R. Shutt spekulerade i att det antingen var inspirerat av Elliott Avenue, en gata Smith levde på i Portland, eller att det var hans dåvarande flickvän som föreslog det. En bekant till Smith spekulerade i att det var för att inte bli misstagen för Steve Smith, trummis i bandet Journey.

## Karriär

### 1991–1993: Heatmiser
Smith tog examen vid Hampshire College i Amherst i Massachusetts 1991, i ämnena filosofi och statsvetenskap. "Jag gick rakt igenom det på fyra år", förklarade han för Under the Radar 2003. "Jag antar att det bevisade att jag kunde göra något jag verkligen inte ville göra i fyra år. Fast jag gillade ämnena jag studerade. Vid den tiden kändes det som, 'Det här är din enda chans att gå på college och det är lika bra att göra det, för en vacker dag kanske du kommer att önska att du hade gjort det.'. Dessutom var min flickvän den enda anledningen till att jag sökte, och jag hade redan blivit antagen, även om vi hade gjort slut före första dagen." Efter examen arbetade Smith på ett bageri i Portland.
Medan han låg på Hampshire bildade Smith bandet Heatmiser med klasskamraten Neil Gust. Efter examen från Hampshire gick trummisen Tony Lash och basisten Brandt Peterson med i gruppen, som började göra framträdanden i Portland 1992. Gruppen släppte albumen Dead Air (1993), Cop and Speeder (1994) och EP-skivan Yellow No. 5 (1994) på Frontier Records. Sedan blev bandet signat till Virgin Records, där de släppte vad som skulle bli deras sista album, Mic City Sons (1996).
Omkring den här tiden hade Smith och Gust en rad småjobb, bland annat att sätta upp gipsskivor, sprida grus, omplantera bambuträd och måla taket på en fabrik med värmereflekterande färg. De var i omgångar även arbetslösa, vilket de såg som fördelaktigt för dem som artister.
Smith påbörjade sin solokarriär medan han fortfarande var med i Heatmiser, och hans framgång med sina två första album skapade spänningar mot resten av bandet. Gruppen splittrades innan utgivningen av Mic City Sons, vilket fick Virgin att släppa albumet på dotterbolaget Caroline Records. En paragraf i Heatmisers skivkontrakt med Virgin gjorde att Smith var bunden till bolaget för framtida utgivningar. Det kontraktet köptes senare ut av DreamWorks inför utgivningen av hans album XO.

### 1994:Roman Candle
Hans första album, Roman Candle (1994), kom till när hans dåvarande flickvän övertygade honom att skicka ett band med "de åtta senaste låtarna som han spelat in på en lånad flerspårig inspelare och en lånad gitarr" till Cavity Search Records. Omedelbart ville ägaren Christopher Cooper ge ut ett helt album med låtar, vilket förvånade Smith, eftersom han bara förväntade sig utgivning av en 7-tums skiva. Angående skivan så sa Smith att "jag trodde mitt huvud skulle bli avhugget direkt när den kom ut eftersom den skiljde sig så mycket från grungegrejen som var populär då... Grejen är att albumet blev väldigt väl mottaget, vilket var en total chock, och tyvärr överskuggade det Heatmiser."
Smith tyckte inte att hans sololåtar representerade musiken som Heatmiser spelade: "Idén att spela min musik för folk förekom inte för mig... för vid den tidpunkten var Mudhoney och Nirvana populära — att då ha en akustisk spelning var som att kräla ut med ett ben och be att få det avsågat."
Akustisk gitarr användes huvudsakligen vid inspelningarna, stundtals ackompanjerad av elektrisk gitarr eller trummor. Enbart det sista spåret, "Kiwi Maddog 20/20", innehåller full instrumentation.
Ett av Smiths första soloframträdanden var vid Umbra Penumbra, 17 september 1994. Enbart tre låtar från Roman Candle framfördes, majoriteten av låtarna vad B-sidor, Heatmiserlåtar och outgivna låtar. Inte långt efter denna spelning blev Smith tillfrågad att vara förband åt Mary Lou Lord under en veckas turné. Ett flertal korta turnéer följde och Smith hjälpte henne spela in en av hans låtar "I Figured You Out", som han en gång kallade "en dum poplåt skriven på ungefär en minut" som han övergav för att den lät som Eagles.

### 1995–1996:Elliott SmithochEither/Or
1995 släpptes Smiths självbetitlade album på Kill Rock Stars vars inspelningsstil liknade Roman Candle, men med tecken på mognad och experimenterande. Trots att Smith spelade in majoriteten av låtarna själv så körade Rebecca Gates på "St. Ides Heaven", och Heatmisergitarristen Neil Gust spelade gitarr på "Single File". Flera av låtarna refererade till droger, men Smith förklarade att han använde drogtemat som ett sätt att skildra beroende snarare än att låtarna specifikt handlade om droger. Smith tyckte att albumets stämningsläge gav honom ett rykte av att vara "en väldigt mörksinnad, deprimerad person" och valde senare att ha en mer blandad sinnesstämning på sina album.

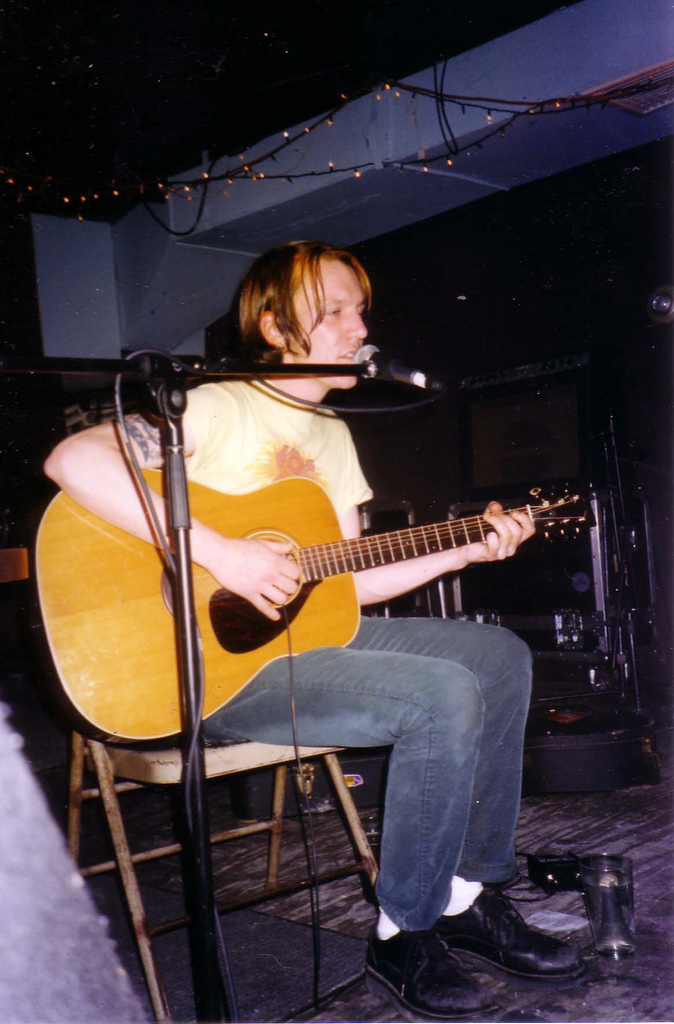
Elliott Smith under en konsert i New York, 1997

År 1996 spelade Jem Cohen in en kortfilm där Smith framförde tre akustiska låtar, Lucky Three: An Elliott Smith Portrait. Två av dessa låtar blev inkluderade på hans nästa album, Either/Or, som släpptes genom Kill Rock Stars. Either/Or blev utgivet 1997 och blev väl mottaget av musikkritiker. Albumet var ytterligare ett steg mot full instrumentation; flera låtar innehöll basgitarr, trummor, keyboard och elektriska gitarrer, allt spelat av Smith. Albumets titel härstammar från boken Antingen-eller (vars engelska titel är Either/Or), en bok av den danska filosofen Søren Kierkegaard.
Vid den här tiden började Smith använda antidepressiva läkemedel, samtidigt som han fortfarande drack mycket alkohol. Vid slutet av Either/Or-turnén iscensatte några av hans nära vänner en intervention i Chicago, men den visade sig vara ineffektivt. Efter turnén flyttade Smith från Portland till Brooklyn.

### 1997–1998: "Miss Misery" och Oscarsgalan
1996 blev Smith kontaktad av regissören Gus Van Sant för att vara med i soundtracket till hans film Will Hunting. Smith spelade in en orkesterversion av hans låt "Between the Bars" med kompositören Danny Elfman. Smith bidrog även med en ny låt till filmen, "Miss Misery", och tre tidigare utgivna låtar ("No Name #3" från Roman Candle, "Angeles" och "Say Yes" från Either/Or). Filmen blev en succé, både kommersiellt och bland kritiker. Smith blev nominerad till en Oscar för "Miss Misery". Smith var dock inte intresserad att vara i rampljuset, men framförde ändå låten på galan efter att producenterna informerat honom om att låten skulle bli framförd den kvällen, antingen av honom eller av en annan musiker.
5 mars 1998 gjorde Smith sin debut på amerikansk TV med ett akustiskt framförande av "Miss Misery" på Late Night with Conan O'Brien. Några dagar senare framförde han låten på Oscarsgalan, ackompanjerad av en orkester. James Horner och Will Jennings vann priset för bästa sång med "My Heart Will Go On" (framförd av Celine Dion) till filmen Titanic. Smith var dock inte besviken över att inte ha vunnit. Smith har senare sagt att upplevelsen var "surrealistisk". Han upplevde Oscarsgalan som en konstig föreställning eftersom hans låt blev nedkortad till under två minuter och de flesta i publiken inte var där för att se honom, "jag skulle inte vilja leva i den världen, men det var kul att 'gå omkring på månen' för en dag".

### 1998–2000:XOochFigure 8
Efter succén med Either/Or och "Miss Misery" skrev Smith 1998 på för ett större skivbolag, Dreamworks Records. Vid ungefär samma tid blev Smith djupt deprimerad. Han talade öppet om självmord, och vid minst ett tillfälle försökte han ta sitt liv genom att hoppa från en klippa. När han blev tillfrågad om sitt självmordsförsök i en intervju svarade han: "Jo, jag hoppade från en klippa, men nu pratar vi om någonting annat."
Christopher Cooper, chef för Cavity Search Records (som gav ut Roman Candle), sade om den här tiden i Smiths liv: "Jag övertalade honom om att han inte ville ta livet av sig flera gånger när han bodde i Portland. Jag sade hela tiden till honom att han var briljant, och att livet var värt att leva, och att folk älskade honom." Pete Krebs höll med: "I Portland fick vi ta emot merparten av Elliotts inledande depression... Många människor har berättelser om sina egna erfarenheter av att sitta uppe med Elliott till klockan fem på morgonen, att hålla honom i handen och säga åt honom att inte ta livet av sig."
Smiths första album släppt genom DreamWorks kom senare samma år. Albumet hette XO och skrevs under vintern 1998, när Smith kväll efter kväll satt i baren i Luna Lounge. Det producerades av Rob Schnapf och Tom Rothrock, och Los Angeles-musikerna Joey Waronker och Jon Brion medverkade på skivan. Det innehöll en mer innehållsrik barockpop-ljudbild än hans tidigare album, med låtar som innehöll blåsinstrument, chamberlinpianon, stora stråkarrangemang och till och med en trumloop på låten "Independence Day". Hans karaktäriserande inspelningar av dubbla sångspår och akustiskt gitarrspel var fortfarande närvarande. Albumets högsta placering på Billboard 200 blev 104:e plats, plats 123 på UK Albums Chart, såldes i över 400 000 exemplar (mer än dubbelt så många exemplar som hans tidigare album på Kill Rock Stars sammanlagda), och blev hans mest sålda album under hans karriär. Smiths kompband under största delen av denna period var Portlandbandet Quasi som bestod av tidigare bandkamraten Sam Coomes på bas och Coomes exfru Janet Weiss på trummor. Quasi var många gånger under Smiths turnéer förband och ibland medverkade Smith själv på bas, gitarr och bakgrundssång. 17 oktober 1998 medverkade Smith i TV-programmet Saturday Night Live med låten "Waltz #2". Kompbandet under denna spelning var John Moen, Jon Brion, Rob Schnapf och Sam Coomes.
Som svar på en intervjufråga om Smiths flytt till ett större skivbolag skulle påverka hans konstnärliga frihet, svarade han: "[S]ometimes people look at major labels as simply money-making machines, they're actually composed of individuals who are real people, and there's a part of them that needs to feel that part of their job is to put out good music." Smith sade också, vid en annan intervju, att han aldrig läser recensioner av hans album, av rädsla för att de skulle påverka hans låtskrivande.

1999 flyttade Smith från Brooklyn till Los Angeles, och bosatte sig i ett hus i stadsdelen Silver Lake. Under hösten detta år användes hans cover av The Beatles låt "Because" som avslutningslåt i dramafilmen American Beauty, som samma år vann en Oscar för bästa film. Låten medverkade också på filmens officiella soundtrack. 

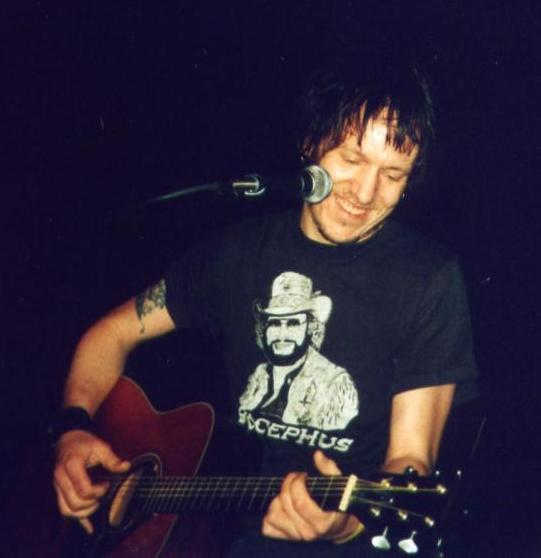
Elliott Smith under en konsert i Los Angeles, 2003

Det sista Elliott Smith-albumet som gavs ut under hans livstid, Figure 8, släpptes den 18 april 2000  på DreamWorks Records. På albumet återkom Rothrock, Schnapf, Brion och Waronker, och det spelades delvis in i Abbey Road Studios i England, med uppenbara Beatles-influenser i låtskrivandet och produktionen. Albumet fick överlag mycket goda recensioner, och nådde som bäst plats 99 på Billboards topp 200-lista och plats 37 på brittiska albumlistan. Albumet hyllades för sin powerpop-stil och sina komplexa arrangemang, som beskrevs skapa ett "svepande kalejdoskop av instrumentering i flera lager och ljudmattor. Vissa recensenter menade dock att Smiths särmärke, hans mörka och melankoliska låtskrivande, hade förlorat något av sin subtilitet; en recensent liknade några texter vid "en ungdoms självömkande klagomål, ventilerade i hans dagbok."
På fotona från albumet och marknadsföringsfotografierna från denna tid såg Smith proper och samlad ut. En omfattande turné för att marknadsföra skivan följde, med bland annat framträdanden på Late Night with Conan O'Brien och The Late Show with David Letterman. Smith började emellertid bli allt mer sliten under denna tid, eftersom han hade blivit beroende av heroin antingen mot slutet av eller strax efter Figure 8-turnén.

## Död
Smith avled 2003 vid en ålder av 34 år av två knivhugg i bröstet. Dödsorsaken tros vara självmord, men utredningen som följde utesluter inte mord. Enligt hans flickvän Jennifer Chiba grälade paret, vilket slutade med att hon låste in sig i badrummet för att duscha. Hon hörde sedan ett skrik och sprang då ut i vardagsrummet där Smith stod med ryggen mot henne. När han sedan vände sig visades kniven som satt i hans bröst.

## Diskografi
| Utgivningsdatum  | Titel                               | Skivbolag                            |
| ---------------- | ----------------------------------- | ------------------------------------ |
| 14 juli 1994     | Roman Candle                        | Cavity Search Records Domino Records |
| 21 juli 1995     | Elliott Smith                       | Kill Rock Stars Domino Records       |
| 25 februari 1997 | Either/Or                           | Kill Rock Stars Domino Records       |
| 25 augusti 1998  | XO                                  | DreamWorks Records                   |
| 18 april 2000    | Figure 8                            | DreamWorks Records                   |
| 19 oktober 2004  | From a Basement on the Hill         | ANTI-Records Domino Records          |
| 8 maj 2007       | New Moon                            | Kill Rock Stars Domino Records       |
| 2 november 2010  | An Introduction to... Elliott Smith | Kill Rock Stars Domino Records       |

### Övrigt
- Låtarna "Between the Bars", "Angeles", "No Name #3", "Say Yes" och "Miss Misery" förekommer i filmen Will Hunting och ingår i filmens officiella soundtrack
- Låten "Needle in the Hay" förekommer i en självmordsscen i filmen Royal Tenenbaums och ingår i dess officiella soundtrack.